# آنا لورا
آنا لورا (بالإنجليزية: Ana Laura)‏ هي مغنية أمريكية، ولدت في 18 فبراير 1986 في براونزفيل في الولايات المتحدة.

## وصلات خارجية
- آنا لورا على موقع IMDb (الإنجليزية)
- آنا لورا على موقع ميوزك برينز (الإنجليزية)